# An-Nadschm
An-Nadschm (arabisch النجم an-Naǧm ‚Der Stern‘) ist die 53. Sure des Korans, sie enthält 62 Verse. Die Sure gehört in die erste mekkanische Periode (610–615), mit Ausnahme von Vers 32 und – nach einigen Kommentatoren – auch von den Versen 33–41, die als medinisch betrachtet werden. Der Titel bezieht sich auf den ersten Vers.
Der einleitende Schwur auf den fallenden Stern dient als bekräftigender Hinweis auf Gabriel. Die Begegnung des Propheten mit dem Engel der Offenbarung nimmt die ersten 18 Verse ein und steigert sich ab Vers 13 zur Beschreibung der Himmelfahrt Mohammeds. Der weitere Verlauf (Verse 19–25) wendet sich gegen die Göttinnen Lāt, ʿUzzā und Manāt, die von den Polytheisten in der Kaaba verehrt wurden, sowie gegen die Ungläubigen (26–32). Mit Hinweisen auf „die Blätter des Moses und des Abraham“ wird die menschliche Verantwortung betont: „dass keine Last tragende Seele die Last einer anderen tragen wird“, sowie das unergründliche Wirken Gottes. Die Sure schließt mit einer weiteren Ankündigung der „nahenden Stunde“ und einem Aufruf zur Umkehr.